# Адињи ле Верјер
Адињи ле Верјер (фр. Hadigny-les-Verrières) насеље је и општина у североисточној Француској у региону Лорена, у департману Вогези која припада префектури Епинал.
По подацима из 2011. године у општини је живело 375 становника, а густина насељености је износила 27,29 становника/km². Општина се простире на површини од 13,74 km². Налази се на средњој надморској висини од 325 метара (максималној 391 m, а минималној 314 m).

## Демографија
| 1962. | 1968. | 1975. | 1982. | 1990. | 1999. | 2011. |
| ----- | ----- | ----- | ----- | ----- | ----- | ----- |
| 235   | 253   | 209   | 345   | 351   | 350   | 375   |

График промене броја становника у току последњих година